# David Chabala
Efford David Chabala (Mufulira, 21 febbraio 1960 – Oceano Atlantico, 27 aprile 1993) è stato un calciatore zambiano, di ruolo portiere. Perì nel disastro aereo dello Zambia.

## Carriera

### Club
Nativo di Mufulira, Chabala iniziò a giocare a calcio in massima serie zambiana con il Wanderers, squadra della sua città. Entrato in prima squadra nel 1978, al suo primo anno vinse il campionato nazionale: fu anche la sua unica vittoria a livello di club. Rimase per oltre un decennio nei ranghi del Wanderers, con cui disputò 14 stagioni di prima divisione prima di trasferirsi, nel 1991, in Argentina: firmò per l'Argentinos Juniors. Nel club biancorosso, però, non giocò alcun incontro di Primera División, e nel 1992 tornò in patria, ancora al Wanderers.

### Nazionale
Chabala debuttò in Nazionale zambiana nel 1983: fu titolare della selezione per lungo tempo. Giocò durante i Giochi olimpici di Seul 1988, disputando 4 partite e subendo 5 reti. Prese inoltre parte alla Coppa d'Africa 1992, giocando da titolare tutte le 3 partite della sua Nazionale.

## Palmarès

### Club

#### Competizioni nazionali
- Campionato zambiano: 1

Mufulira Wanderers: 1978